# ACE NAKAYA
Ace Nakaya（エース・ナカヤ アーティスト名：Ace）は日本のヴォーカリスト、ソングライター、ギタリストである。
高校1年生より自身のバンド、RED ZONEのG&Voとして数々のコンテストにてグランプリを獲得。
クラブ等の箱バンドとしてLIVE活動を開始。ある日『伊勢ルイード』に出演中、来日中の元オールマン・ブラザーズ・バンドのメンバーから熱烈な誘いを受けて単身上京、1か月間横須賀基地にてライブ活動を体験する。
そして1978年、ハードロックバンド「野獣 (のけもの)」にVoとして加入し、YAMAHAコンテスト『名古屋ミッドランド』にてグランプリを獲得。
フジTVのオーディション番組『君こそスターだ』に飛び入り出演し全国準グランプリ獲得、この時に歌手デビューの誘いを受けるが野獣の活動を選択する。
1978年、野獣はJUDAS PRIEST の初来日ツアーの名古屋公演でオープニングアクトを務め、絶大な評価を得る。
『East West』のコンテストに野獣がゲスト出演、レコード会社数社からのオファーを受ける。
その結果、1979年にSMSレコードよりアルバム『From The Black World～地獄の叫び～』でメジャーデビュー。
このアルバムよりレコーディングにギター参加、後にトリプルギターへと変わる。
そして東京・日本青年館大ホールを皮切りに3大都市にてデビューコンサートを開始。
野獣解散後、NOAHを結成しキングレコードにて『Touched My Life』他4曲をレコーディング。
『Rock’n Roll Express』と題した月25本ものライブツアーを3か月こなし、NHKにも出演。自身の楽曲『Dream Lady』が三重TVのCM（某カーショップ）にてON AIR。
その後、渡米し本場L.A、New Yorkのライヴハウスにて飛び入り参加し、本場の音楽を体験し、帰国後ソロアルバム『Touched My Life』をリリース。
その間、サザンオールスターズ、RCサクセション、Char、柳ジョージ、桑名正博、つのだ☆ひろ、子供ばんど、アースシェイカー等（敬称略）数々の豪華メンバーと共演。 
ラジオ局 FM三重を開局より２年間、SUZUKA VOICE FMを半年間にわたりパーソナリティーを務める。2004年には、野獣のデビューアルバム『From The Black World』がCD復刻版にて全国発売された。
2011年、『楽天ジャパメタランキング人気投票』にてギター部門、ヴォーカル部門にて1位獲得。マスプロのCMにて初の全国ネット放送で歌とMCでON AIR。
2016年、野獣が新ラインナップで再結成。
2017年、Aceは日本歯科大学新潟生命歯学部教授の今井一彰が考案した『あいうべ体操』のロックバージョン『あいうべエクササイズ』のヴォーカルを担当。
2019年、野獣はデビュー40周年を迎えるが、ここで活動に一区切りということでファイナルツアーを開催、ツアーメンバーはAce、Rolla、Cherryのオリジナルメンバーに加えて、ギターに元SNIPERの日下部"Burny"正則、そしてドラムにSOPHIA、NOVELA、VIENNA、JACKS'N'JOKER 、ACTION、Ra:IN、PUNISHなどで活動し、現在LOUDNESSのサポート・ドラマーを務める西田"Dragon"竜一が参加。
2020年10月27日、名古屋ボトムラインにて開催されたAkira Takasaki and Friends（鈴木正行以外のLOUDNESSのメンバーによるバンド）のライヴのアンコールでステージに立ち、二井原実とツインヴォーカルで2曲を熱唱。
現在は、ホームである三重県四日市市のライヴハウス『Live&Dining cafe MISAYA』での月例ライヴ『ACE de NIGHT』の開催の他、AZT、URIAH HEEPのトリビュートバンドであるABTRM、田中一郎（甲斐バンド、元ARB）とのユニット『A1grand prix』、田中一郎、GRACEとの『A1GRACE』、西山毅（元HOUND DOG）、小笠原義弘（The Savoy Truffle／Chris Duarte Group）西田竜一（元NOVELA／Ra:IN／Panish／LOUDNESS support）との『C.Rock Lab.』ニューオリンズジャズバンドの『わくわくHOT』等で活動中。
またAceは日本全国をツアーしているが、各地のファンらと一緒に「野獣◯◯風」というセッションバンドで野獣の曲を演奏しており、これまで神奈川県のメンバーとの「野獣関東風」、茨城県のメンバーとの「野獣北関東風」、北海道のメンバーとの「野獣北海道風」でライヴを行なっている。
その他、毎年ニューオリンズにて海外ミュージシャンと共演、ワールドワイドな活動を繰り広げている。

## ディスコグラフィー
アルバム
- 野獣(のけもの)『FROM THE BLACK WORLD〜地獄の叫び〜』 
  - SMSレコード（1979年4月）アナログ盤
  - Sky Station（2003年7月）CD紙ジャケット
- Ace『Touched my life』（1982）
- Ace『Star』（1990）
- Ace『ACE SOLO ALBUM』（1991）
- ACE&ROLLA『野獣2009』（2009）
- ACE&ROLLA『野獣2010』（2010）
- 野獣『From the black world 復刻版』（2011）
- Ace『Love Ballad Acoustic Collection』 （2012）
- Ace『Acoustic Collection II ありがとう君に』（2017）
- NOAH『ROCK'n ROLL EXPRESS』（2018）
- Ace『ACE Acoustic Best Collection』（2019）
- Ace『ACE Only One Rec Album』（2021)
- Ace『前を見ようよ』田中一郎参加（2021）
- Ace『Lucky Seventy Anniversary Album』（2024）

DVD
- NOAH『ROCK'n ROLL EXPRESS』